# Сборная Ирландии по футболу (до 17 лет)
Сборная Ирландии по футболу до 17 лет — национальная футбольная команда, представляющая Ирландию в международных турнирах, за которую имеют право выступать игроки возрастом 17 лет и младше. Контролируется Футбольной ассоциацией Ирландии.
Наивысшим достижением сборной  на чемпионатах Европы (с 2002 года) является выход в четвертьфинал в 2017 и 2018 году.

## Статистика выступлений

### Чемпионат мира (до 17 лет)
- 1985: не участвовала
- 1987 — 2017: Не квалифицировалась
- 2019: будет определено позднее

### Чемпионат Европы (до 16 лет)
- 1982: не участвовала
- 1984: не участвовала
- 1985: не участвовала
- 1986: не квалифицировалась
- 1987: не квалифицировалась
- 1988: групповой этап
- 1989: не квалифицировалась
- 1990: не квалифицировалась
- 1991: не квалифицировалась
- 1992: групповой этап
- 1993: групповой этап
- 1994: групповой этап
- 1995: не квалифицировалась
- 1996: четвертьфинал
- 1997: не квалифицировалась
- 1998: чемпион
- 1999: не квалифицировалась
- 2000: групповой этап
- 2001: не квалифицировалась

### Чемпионат Европы (до 17 лет)
- 2002: не квалифицировалась
- 2003: отборочный раунд
- 2004: отборочный раунд
- 2005: элитный раунд
- 2006: элитный раунд
- 2007: элитный раунд
- 2008: групповой этап
- 2009: отборочный раунд
- 2010: элитный раунд
- 2011: элитный раунд
- 2012: элитный раунд
- 2013: элитный раунд
- 2014: элитный раунд
- 2015: элитный раунд
- 2016: групповой этап
- 2017: четвертьфинал
- 2018: четвертьфинал
- 2019: квалифицировалась в качестве хозяйки турнира

## Достижения
- Чемпионат Европы (до 16 лет) (1982—2001)
  - Чемпион: 1998
- Чемпионат Европы (до 17 лет) (2002—н. в.)
  - Выход в ¼ финала: 2017, 2018